# Namik Delvina
Namik bej Delvina (ur. 18 czerwca 1875 w Delvinie, zm. 20 stycznia 1933) – albański dramaturg i publicysta, autor dramatu Dashuria e Mëmëdheut z 1909 roku.

## Życiorys
Uczęszczał do Szkoły Zosimaia w Janinie, następnie udał się do Berlina w celu podjęcia studiów. Po powrocie do Delviny utworzył oddział biorący udział w powstaniu przeciwko Imperium Osmańskiemu a podczas I wojny bałkańskiej należał do dowodzonego przez Eqrema Vlorę batalionu stacjonującego w regionie Laberii; zadaniem tegoż oddziału była potencjalna obrona przed siłami greckimi. 25 grudnia 1918 roku wziął udział w kongresie w Durrësie.

## Upamiętnienie
Imieniem Namika Delviny nazwano ulice w Prisztinie i Tiranie.